# Anselmo Cardoso
Anselmo Gonçalves Cardoso (Freiria, 6 de Janeiro de 1984) é um futebolista português, que joga habitualmente a avançado.
Estreou-se no principal escalão do futebol português pelo Clube de Futebol Estrela da Amadora; clube onde permaneceu até 2009, por ter rescindido com o clube por ordenados em atraso. Em Junho de 2009 foi oficializada a sua contratação pelo Nacional da Madeira.